# Jacob Lockhart Clarke
Jacob Augustus Lockhart Clarke (1817 — 25 de janeiro de 1880) foi um fisiologista e neurologista britânico.